# Slogonsko
 Slogonsko je naselje u Općini Brežice u istočnoj Sloveniji.   Slogonsko se nalazi u pokrajini Štajerskoj i statističkoj regiji Donjoposavskoj. 

## Stanovništvo
Prema popisu stanovništva iz 2002. godine Slogonsko je imalo 140 stanovnika.

### Etnički sastav
1991. godina
- Slovenci: 140 (95,2%)
- Hrvati: 4 (2,7%)
- Nepoznato: 1
- Regionalno opredijeljeni: 2 (1,4%)